# Nowa Zelandia na Zimowych Igrzyskach Olimpijskich 2014
Nowa Zelandia na Zimowych Igrzyskach Olimpijskich 2014 – piętnastoosobowa kadra sportowców reprezentujących Nową Zelandię na igrzyskach w 2014 roku w Soczi.
Nowozelandzki Komitet Olimpijski, powstały w 1911 roku i uznany przez MKOl w roku 1919, po raz pierwszy wysłał zawodników na zimowe igrzyska w 1952 roku, następnie w roku 1960, a od 1968 roku sportowcy z tego kraju regularnie uczestniczą w tych zawodach. Będzie to zatem piętnasty start Nowozelandczyków na zimowych igrzyskach olimpijskich – w poprzednich występach reprezentanci tego kraju zdobyli jeden medal. Autorką tego osiągnięcia była Annelise Coberger, która w 1992 roku w Albertville, zdobyła w slalomie historyczny srebrny medal.
Nowozelandzki Komitet Olimpijski wprowadził ostrzejsze niż cztery lata wcześniej wewnętrzne warunki nominacji olimpijskiej, nazwane formułą 50/50/50. Oznaczało to, iż zawodnik musiał uczestniczyć przynajmniej w połowie dostępnych zawodów kwalifikacyjnych i w połowie z nich uplasować się w górnej połowie jej uczestników. Komitet przewidywał, iż liczba olimpijczyków będzie się kształtować w granicach 15–20 sportowców, podobnie jak w Turynie i Vancouver, a za cel minimum postawiono zdobycie jednego medalu. Wyboru zawodników dokonała w styczniu 2014 roku komisja w składzie Simon Wickham, Tony Hall i Mike Kernaghan.
Reprezentację zdominowali sportowcy z nowych olimpijskich konkurencji. Spośród wybranej piętnastki jedynie Shane Dobbin, Ben Sandford i Rebecca Sinclair posiadali doświadczenie z zawodów o tej randze, dla pozostałych będzie to debiut olimpijski. Chorążym reprezentacji został mianowany łyżwiarz szybki Shane Dobbin.
Szefem misji olimpijskiej, podobnie jak cztery lata wcześniej, był Pete Wardell.

## Statystyki według dyscyplin
Spośród piętnastu dyscyplin sportowych, które Międzynarodowy Komitet Olimpijski włączył do kalendarza igrzysk, reprezentacja Nowej Zelandii wzięła udział w pięciu. Najliczniejszą reprezentację kraj ten wystawił w narciarstwie dowolnym, gdzie wystąpiło sześcioro zawodników.
| Lp      | Sport                 | Mężczyźni | Kobiety | Łącznie |
| ------- | --------------------- | --------- | ------- | ------- |
| 1       | Łyżwiarstwo szybkie   | 1         | 0       | 1       |
| 2       | Narciarstwo alpejskie | 1         | 0       | 1       |
| 3       | Narciarstwo dowolne   | 4         | 2       | 6       |
| 4       | Skeleton              | 1         | 1       | 2       |
| 5       | Snowboarding          | 0         | 5       | 5       |
| Łącznie | Łącznie               | 7         | 8       | 15      |

## Kadra

### Łyżwiarstwo szybkie
- Shane Dobbin

| Zawodnik     | Konkurencja | Czas     | Miejsce |
| ------------ | ----------- | -------- | ------- |
| Shane Dobbin | 5000 m      | 6:26,90  | 14.     |
| Shane Dobbin | 10 000 m    | 13:16,42 | 7.      |

### Narciarstwo alpejskie
- Adam Barwood

| Wydarzenie    | Zawodnik     | Zjazd 1. | Msc. 1. | Zjazd 2. | Msc. 2. | Suma    | Miejsce |
| ------------- | ------------ | -------- | ------- | -------- | ------- | ------- | ------- |
| Slalom gigant | Adam Barwood | 1:28,51  | 49.     | 1:28,89  | 43.     | 2:57,40 | 44.     |
| Slalom        | Adam Barwood | 54,21    | 50.     | 1:01,97  | 25.     | 1:56,18 | 25.     |

### Narciarstwo dowolne
Mężczyźni
- Lyndon Sheehan
- Beau-James Wells
- Byron Wells
- Josiah Wells

| Konkurencja | Zawodnik         | Kwalifikacje | Kwalifikacje | Kwalifikacje | Kwalifikacje | Finał    | Finał    | Finał     | Finał   |
| Konkurencja | Zawodnik         | 1. zjazd     | 2. zjazd     | Najlepszy    | Miejsce      | 1. zjazd | 2. zjazd | Najlepszy | Miejsce |
| ----------- | ---------------- | ------------ | ------------ | ------------ | ------------ | -------- | -------- | --------- | ------- |
| Halfpipe    | Lyndon Sheehan   | 78,20        | 80,00        | 80,00        | 8. Q         | 55,20    | 72,60    | 72,60     | 9.      |
| Halfpipe    | Beau-James Wells | 76,80        | 66,40        | 76,80        | 10. Q        | 62,00    | 80,00    | 80,00     | 6.      |
| Halfpipe    | Byron Wells      | DNS          | DNS          | DNS          | DNS          | NQ       | NQ       | NQ        | NQ      |
| Halfpipe    | Josiah Wells     | 83,00        | 49,40        | 83,00        | 5. Q         | 85,60    | 78,40    | 85,60     | 4.      |
| Slopestyle  | Beau-James Wells | 36,00        | 66,60        | 66,60        | 21.          | NQ       | NQ       | NQ        | NQ      |
| Slopestyle  | Josiah Wells     | 82,80        | 83,40        | 83,40        | 10. Q        | 60,60    | 50,00    | 60,60     | 11.     |

Kobiety
- Janina Kuzma
- Anna Willcox

| Konkurencja | Zawodniczka  | Kwalifikacje | Kwalifikacje | Kwalifikacje | Kwalifikacje | Finał    | Finał    | Finał     | Finał   |
| Konkurencja | Zawodniczka  | 1. zjazd     | 2. zjazd     | Najlepszy    | Miejsce      | 1. zjazd | 2. zjazd | Najlepszy | Miejsce |
| ----------- | ------------ | ------------ | ------------ | ------------ | ------------ | -------- | -------- | --------- | ------- |
| Halfpipe    | Janina Kuzma | 73,80        | 75,20        | 75,20        | 8. Q         | 77,00    | 74,80    | 77,00     | 5.      |
| Slopestyle  | Anna Willcox | 62,40        | 34,40        | 62,40        | 15.          | NQ       | NQ       | NQ        | NQ      |

### Skeleton
- Katharine Eustace
- Ben Sandford

| Konkurencja    | Zawodnik          | 1. przejazd | 2. przejazd | 3. przejazd | 4. przejazd | Suma    | Suma    |
| Konkurencja    | Zawodnik          | Czas        | Czas        | Czas        | Czas        | Czas    | Miejsce |
| -------------- | ----------------- | ----------- | ----------- | ----------- | ----------- | ------- | ------- |
| Ślizg mężczyzn | Ben Sandford      | 58,00       | 57,75       | 57,79       | 57,67       | 3:51.21 | 20.     |
| Ślizg kobiet   | Katharine Eustace | 59,52       | 59,46       | 58,69       | 58,54       | 3:56,21 | =11.    |

### Snowboarding
- Shelly Gotlieb
- Stefi Luxton
- Christy Prior
- Rebecca Sinclair
- Rebecca Torr

| Konkurencja | Zawodniczka      | Kwalifikacje | Kwalifikacje | Kwalifikacje | Kwalifikacje | Półfinał | Półfinał | Półfinał  | Półfinał | Finał    | Finał    | Finał     | Finał   |
| Konkurencja | Zawodniczka      | 1. zjazd     | 2. zjazd     | Najlepszy    | Miejsce      | 1. zjazd | 2. zjazd | Najlepszy | Miejsce  | 1. zjazd | 2. zjazd | Najlepszy | Miejsce |
| ----------- | ---------------- | ------------ | ------------ | ------------ | ------------ | -------- | -------- | --------- | -------- | -------- | -------- | --------- | ------- |
| Slopestyle  | Shelly Gotlieb   | 18,00        | 30,75        | 30,75        | 11. QF       | 63,25    | 33,75    | 63,25     | 7.       | NQ       | NQ       | NQ        | NQ      |
| Slopestyle  | Stefi Luxton     | 59,75        | 34,25        | 59,75        | 8. QF        | 18,25    | 60,35    | 60,35     | 8.       | NQ       | NQ       | NQ        | NQ      |
| Slopestyle  | Christy Prior    | 67,50        | 70,50        | 70,50        | 7. QF        | DNS      | DNS      | DNS       | DNS      | NQ       | NQ       | NQ        | NQ      |
| Slopestyle  | Rebecca Torr     | 70,75        | 33,75        | 70,75        | 6. QF        | 27,25    | 32,50    | 32,50     | 10.      | NQ       | NQ       | NQ        | NQ      |
| Halfpipe    | Rebecca Sinclair | 32,25        | 48,25        | 48,25        | 11.          | NQ       | NQ       | NQ        | NQ       | NQ       | NQ       | NQ        | NQ      |